# Тежки крайцери тип „Де Мойн“
Де Мойн (на английски: Des Moines) са тип тежки крайцери на ВМС на САЩ. Всичко от проекта са поръчани 12, заложени до края на войната са 4 от тях, но са построени само 3 единици: „Де Мойн“ (на английски: USS Des Moines (CA-134)), „Салем“ (на английски: USS Salem (CA-139)) и „Нюпорт Нюз“ (на английски: USS Newport News (CA-140)). „Далас“ (CA-148 Dallas) не е достроен.
Представляват значително усъвършенстван вариант на крайцерите от типа „Орегон“. Отличителната черта на тези крайцери са артилерийските установки на главния калибър с напълно автоматично, разделно-гилзово зареждане.

## История на създаването
В хода на Втората световна война САЩ и Великобритания отделят значително внимание на повишаването на ефективността на артилерийското въоръжение на големите кораби за сметка на увеличаване на тяхната скорострелност и съответствено – огневата им производителност. Това е възможно да се постигне със замяната на ръчните процеси при зареждането на оръдията с автоматични, напълно механизирани.
Практическата реализация на идеята за автоматично презареждане на тежкото оръдие се сблъсква с множество технически сложности; трябва да се автоматизира в приемлива степен на надеждност значителен брой операции по избор на снаряда, подаването му от погребите в кулата, поставянето на снаряда и заряда на подаващия механизъм, отваряне и затваряне на затвора, извличането на отстреляната гилза. Освен това по време на военните действия голямо внимание се отделя на модернизацията на вече съществуващите въоръжения, отколкото на създаването на концептуално нови оръдия с неясен резултат. В резултат на това разработката на 203-mm и 152-mm автоматични тежки оръдия, започната от американците още преди войната, се проточва.
През 1943 г. инженерите завършват проектирането на новото 203-mm 55-калибрено оръдие с автоматично зареждане, тройно по-скорострелно, отколкото предишните. Оръдието успешно преминава изпитания; във връзка с това Конгресът одобрява проектирането на ново поколение тежки крайцери, въоръжени с подобни оръдия. По мнение на адмиралите, тежките крайцери, въоръжени с новите скорострелни оръдия, няма да превишават по размери и водоизместимост вече съществуващите – но тяхната висока огнева производителност би им давала решаващо преимущество в сраженията с всеки японски тежък крайцер. До 1944 г. Япония все още съхранява значителен флот от свои тежки крайцери и американците желаят да създадат кораби, способни решително да превъзхождат японските по огнева мощ, при това не по-големи, отколкото обичайните тежки крайцери. Работният проект с името „CA 139 – 142, 134 – 8“/55 Rapid Fire Cruisers" е утвърден от Бюрото по корабостроене през януари 1944 г.

## Конструкция
Крайцерите тип „Де Мойн“ са разработени на базата на предшестващите американски тежки крайцери тип „Балтимор“ и „Орегон Сити“; те имат аналогична конструкция на корпуса, но са по-дълги с 10 метра, по-широки и имат малко по-малко газене. Тяхната стандартна водоизместимост достига 17 532 тона и при пълно натоварване съставлява около 20 900 тона.
За сметка на увеличената дължина крайцерите от типа „Де Мойн“ имат по-изтеглени обводи на корпуса в носовата част в сравнение с предшествениците. Тяхната пълна дължина съставлява 218 метра, ширината – 23 метра и газенето – 7,9 метра. Те са най-големите крайцери с 203-mm артилерия, проектирани в периода на Втората световна война.
Архитектурата на техните корпуси много напомня архитектурата на предшестващите крайцери от типа „Орегон Сити“ – с един комин и групирани около него пирамидални надстройки. Единственото отличие е в това, че надстройките на крайцерите от типа „Де Мойн“ са по-ниски и за да се разположат артилерийските далекомери на същата височина, както при предишните типове, те са монтирани на високи конични кули. Крайцерите имат по две тръбни мачти, предназначени за поставяне на радарните антени върху тях.

### Въоръжение

#### Главен калибър
Принципната новост в конструкцията на крайцерите от типа „Де Мойн“ е тяхната артилерия на главния калибър. Крайцерите носят по три триоръдейни артилерийски установки 8"/55RF Mark-16, снабдени с напълно механизирано зареждане. Снарядът и гилзовият заряд се подават разделно от два елеватора странично на всяко оръдие; махален механизъм последователно подава на улея отначало снаряда, после заряда, вкарвани в ствола от хидравличен прибойник (който също и осигурява след изстрела извличането на отстреляната гилза). Теоретичният темп на стрелбата съставлява 10 изстрела в минута на оръдие. Интересно е, че независимо от високата сложност и изисквания за поддръжка, установките Mark-16 са много надеждни и на учебните стрелби те регулярно демонстрират максималната си скорост на водене на огън.
Оръдията от този тип имат калибър 203 милиметра и дължина на ствола 55 калибра (11,405 метра); всяко оръдие тежи 17,14 тона. Те стрелят със „свръхтежкия“ 152-килограмов бронебоен снаряд на разстояние до 27 500 метра с начална скорост 762 метра в секунда. Пределният ъгъл на възвишение съставлява 41 градуса. Освен бронебойни в боекомплекта има и фугасни снаряди с тегло 118 kg, пускани с начална скорост 837 метра в секунда и носещи заряд от 9,7 килограма взривно вещество. Боезапасът на оръдие е от 150 бронебойни и фугасни снаряда, т.е. за 10 минути интензивна стрелба.
На разстояние от 20 000 метра бронебойният снаряд на това оръдие може да пробие 150-милиметрова вертикална бронева плоча. При падение под ъгъл 54,7 градуса (на максималната дистанция) снарядът може да пробие 102-милиметрова хоризонтална плоча.
Теоретично тези оръдия могат да се използват и за противовъздушна отбрана макар тяхната ефективност в подобна роля да е под въпрос.

#### Универсална артилерия
Универсалното въоръжение на крайцерите се състои от шест сдвоени 127-милиметрови 38-калибрени установки Mark 32 Mod 0, разположени ромбично. Една установка е монтирана в предната част на надстройката, стреляща над носовата възвишена кула на главния калибър; на всеки борд се разполагат по две установки и още една установка има монтирана в задната част на надстройката, стреляща над кърмовата система на главния калибър. Така крайцерът може да нацелва осем 127-милиметрови оръдия по всеки борд и по шест право напред или право назад.
До известна степен въпреки че са остарели към края на войната, установките Mark 32 Mod 0 както преди си остават ефективно средство за противовъздушна отбрана на кораба. Те представляват подобрена версия на стандартната Mark 30, широко използвана в течение на цялата война. Темпът на стрелба от 15 – 22 снаряда в минута и използването на новите снаряди с радиовзривател AAVT 31, позволяват на крайцерите от типа „Де Мойн“ да си осигурят ефективна далечна противовъздушна отбрана, поразявайки самолети на височина до 12 километра. Ефективността на Mark 32 Mod 0 против неприятелски кораби е малко по-ниска поради малката начална скорост на снаряда.

#### Зенитна артилерия
Съществено е усилена противовъздушната отбрана на новите крайцери. Опитът от действията против японските летци камикадзе в периода 1944 – 1945 г. убеждава американския флот в това, че използваните за близката ПВО 40-милиметрови оръдия „Бофорс“ и 20-милиметровите оръдия „Eрликон“ са недостатъчно ефективни против тази заплаха; техните снаряди са прекалено леки, за да разрушат с единични попадения самолет камикадзе, при дефицит на време за по-продължителен обстрел при подобен вид атака.
За да реши проблема, ВМФ на САЩ по спешност разработва новото 76-милиметрово 50-калибрено скорострелно оръдие Mark 27. Разработена специално за поразяване на скоростни въздушни цели, установката изстрелва от 45 до 50 снаряда в минута; нейните 5,9-килограмови снаряди, снабдени с радиовзриватели, могат ефективно да спрат пилотите камикадзе или пикиращите към кораба бомбардировачи. Таванът на стрелба по въздушен противник е 9700 метра. Оръдието не е готово преди края на войната, но интензивно се използва след това.
Крайцерите тип „Де Мойн“ имат дванадесет сдвоени установки Mark 27. Две установки са разположени една зад друга в носовия край; още по четири са на пилони отдясно и отляво на надстройката (стреляйки над кулите на 127-mm оръдия). Двете последни Mark 27 са странично от подемния кран за хидросамолетите на кърмата. Така се осигуряват по-ефективни сектори на огъня.
Допълнителното противовъздушно въоръжение се състои от 24 автоматични оръдия „Ерликон“, поставени на покрива на надстройката и на палубата между оръдейните установки.

#### Радиоелектронно оборудване
Крайцерите от типа „Де Мойн“ имат развито радиоелектронно оборудване, въплъщаващо всичките най-нови идеи в американския флот. На неговата носова мачта има поставен двукоординатен радар за откриване на въздушни цели AN/SPS-12 (модификация SPS-6), способен да открива летящи на голяма височина самолети на разстояние до 300 километра. Тъй като този радар може да определя само направлението на целта и дистанцията до целта, той се допълва от поставения на кърмовата мачта на крайцера трикоординантен радар AN/SPS-8, способен да определя и височината на целта.
Управлението на огъня на главния калибър се осъществява с помощта на два оптични директора Mk54, допълнени с поставени над тях радари Mark 25. С тяхна помощ се осъществява определянето на направлението на целта, разстоянието до целта, в т.ч. и при ограничена видимост. Двата директора за главния калибър са поставени на високи пилони на покрива на носовата и кърмовата надстройки.
Универсалната артилерия се навежда по целта с помощта на четири директора Mk37 с радари Mark 25. Директорите са разположени в ромб; един на покрива на мостика, два странично по центъра на надстройката и един на покрива на кърмовата надстройка. Това е доста съвършена за времето си система за управление на зенитния огън, способна да поразява всички съществуващи към онзи момент модели винтови самолети. Радиусът на действие на радара Mark 25 съставлява около 50 километра; той може да определя дистанцията до въздушната цел с точност до 18 метра.
Даването на целеуказанията към зенитната артилерия се осъществява с помощта на четири директора Mark 56, снабдени с радари Mark 35. Системата е разположена на високи пилони по ъглите на надстройката.

### Авиационно крило
По първоначален проект крайцерите тип „Де Мойн“ трябва да получат обичайното за американските крайцери авиационно оборудване във вид на два хидросамолета за разузнаване и целеуказание. Както и на предходните типове американски тежки крайцери, хангарът е разположен под палубата в кърмата; самолетите трябва да се пускат от два въртящи се хидравлични катапулта и да се вдигат на борда след приводняването им с помощта на подемен кран.
Но в процеса на строителството се появява по-ефективната алтернатива на традиционната хидроавиация в лицето на вертолетите. Крайцерите тип „Де Мойн“ стават първите, изначално проектирани с разчет базиране на вертолета „Сикорски“ HO2S вместо обикновените хидроплани. В резултат на това катапултите така и никога не са поставяни на тях; предназначеното за тях място е преправено на вертолетна площадка. Подемният кран на кърмата се използва за вдигане и спускане на катери.

### Брониране
Броневия пояс на тежките крайцери от типа „Де Мойн“ се проточва от барбета на носовата кула до барбета на кърмовата, прикривайки цялата цитадела и машинните отделения на крайцера. Неговата максимална дебелина съставлява 150 милиметра; по краищата пояса изтънява до 80 – 100 милиметра. Отгоре цитаделата на крайцера се прикрива от бронева палуба с дебелина 75 милиметра, отгоре на която (както е при линейните кораби) има „взводна“ палуба с дебелина 25 милиметра, предназначена за това да застави сработването на взривателите на бронебойните снаряди преди те да пробият основната палуба.
Бронираните кули на крайцерите са защитени с плочи с максимална дебелина от 200 милиметра (чело). Бронирането на задната страна на кулите не надвишава 50 милиметра. Барбетите се защитават от плочи със 160-милиметрова дебелина. Бойната рубка е защитена от 165-милиметрови плочи.
Броневата защита на крайцерите се допълва от много дебели (до 20 mm) вътрешни прегради, направени от стомана марка STS. Дебелината на преградите способства да удържа осколките от детониралите вътре в корпуса снаряди и помага да се локализират щетите.
Като цяло бронирането на крайцерите от типа „Де Мойн“ е напълно адекватно на времето. То предоставя защита на жизненоважните части от бронебойните снаряди на 203-mm 50-калибрено японско оръдие Тип 3 – стоящо на болшинството японски тежки крайцери – на дистанции над 12 000 метра.

### Силова установка
Крайцерите се движат от четири турбозъбчати агрегати, производство на „Дженерал Илектрик“, работещи на четири винта. Общата мощност на силовата установка, захранвана от четири котела, достига 120 000 конски сили. Големите размери на корпуса на новите крайцери от типа „Де Мойн“ и тяхната значителна ширина позволяват помещаването на силовата установка много рационално – по една турбина и един котел в четири отделни отсека; така се постига висока живучест на силовата установка. Скоростта при пробата съставя 32,5 възела, или с 0,5 възела по-малко, отколкото при предходния тип „Орегон Сити“. Далечината на плаване на икономичен 15-възлов ход съставлява 19 400 километра.

## Представители на проекта
„USS Des Moines (CA-134)“ – заложен на 28 май 1945 г., спуснат на 27 септември 1946 г., влиза в строй на 16 ноември 1948 г.
„USS Salem (CA-139)“ – заложен на 4 юли 1945 г., спуснат на 27 март 1947 г., влиза в строй на 14 май 1949 г.
„USS Newport News (CA-148)“ – заложен на 1 октомври 1945 г., спуснат на 6 март 1948 г., влиза в строй на 29 януари 1949 г.
Още един крайцер – CA-140 „Dallas“ – е заложен на 15 октомври 1945 г., но през юни 1946 поръчката е отменена, и корпусът, намиращ се в много ниска степен на готовност (под 28%), е разкомплектован. Съгласно първоначалните планове се предполага залагането на още осем крайцера от този тип с номерата CA-141, CA-142, CA-143, CA-149, CA-150, CA-151, CA-152 и CA-153 – но нито един от тях не е даже заложен към момента на отмяна на програмата.

## История на службата
Крайцерите от типа „Де Мойн“ стават последните чисто артилерийски крайцери, попълнили американския флот след Втората световна война. Първоначално се предполага построяването на дванадесет крайцера от този тип, наречени да заменят крайцерите военна постройка, но след края на военните действия програмата е съкратена; в крайна сметка са заложени само четири крайцера от този тип, от които са достроени само три.
Бидейки най-новите тежки кораби на американския флот, крайцерите от типа „Де Мойн“ не участват във войната в Корея; командването на американския флот предпочита използването за огнева поддръжка на войските по-старите кораби, съхранявайки новите тежки крайцери за бойно дежурство в стратегически важния регион на Средиземно море. Тяхната основна задача е ескортирането на авионосните съединения, основно в състава на 6-ти флот. Всичките три крайцера са били флагмани на 6-ти (Средиземноморски) флот през 1950-те години, като „Де Мойн“ остава в тази роля до 1961 г. „Салем“ през 1953 г. е един от първите кораби, пристигнали на помощ на пострадалите от катастрофалното земетресение на Йонийските острови.
В края на 1950-те, според развитието на палубната реактивна авиация, управляемите ракети и тактическото атомно оръжие, американският флот започва да възприема всички артилерийски крайцери – даже най-новите – като остарели морално, неприспособени към изискванията на съвременния конфликт. През 1959 г. е изведен в резерва „Салем“; първоначално се предполага списването на крайцера през 1958 г., но има задръжка поради ливанската криза. През 1961 г. е разкомплектован и поставен в резерва „Де Мойн“.
Останалият на бойно дежурство „Нюпорт Нюз“ е модернизиран в периода януари – февруари 1962 г., и окомплектован като флагмански кораб на 2-ри (Атлантически) флот. Крайцерът участва в поддръжката на блокадата на Куба по време на Карибската криза; патрулирайки в кубински води, крайцерът изменя курса на няколко съветски кораба, опитващи се да достигнат острова. Последващата кариера на кораба – от 1963 до 1967 г. – преминава основно в учения, освен участието в кризисните събития в Доминиканската република през 1965 г.

### Виетнамска война
Към началото на Виетнамската война, „Нюпорт Нюз“ е един от малкото чисто артилерийски крайцери, останали на въоръжение във флота на САЩ. Началото на военните действия показва значителната нужда от тежки артилерийски кораби за огнева поддръжка на войската; авиацията не може да оказва незабавна поддръжка, управляемото ракетно оръжие от онова време е все още прекалено несъвършено, и американското правителство не иска да използва тактическо ядрено оръжие в локални конфликти, опасявайки се от нов ръст на враждебност в отношенията със СССР. На 1 септември 1967 г., „Нюпорт Нюз“ предава флага на командира на 2-ри флот на лекият крайцер „Спрингфилд“ и се насочва за Виетнам.
Първите в неговата история бойни стрелби крайцерът провежда на 5 октомври 1967 г., обстрелвайки виетнамското крайбрежие. Той активно действа в рамките на операцията „Морски дракон“ – операция на ВМФ на САЩ по пресичане на каботажното корабоплаване при бреговете на Виетнам – провеждайки 156 бойни стрелби и обстрелвайки при това 352 цели. На 19 декември 1967 г., крайцерът влиза в ожесточена престрелка едновременно с 28 виетнамски брегови батареи; независимо от интензивния обстрел, „Нюпорт Нюз“ не получава нито едно попадение. Със завършването на тази операция, „Нюпорт Нюз“, през май 1968 г., се връща в Норфолк за попълване на запасите и планов ремонт.
Втората виетнамска служба на крайцера е от декември 1968 до юни 1969 г. По времето ѝ крайцерът основно се занимава с обстрел на виетнамското крайбрежие, оказвайки огнева поддръжка на американските войски.
Третата виетнамска служба на крайцера е през 1972 г. Лятото на 1972 г., „Нюпорт Нюз“ заедно с ракетните крайцери „Оклахома Сити“ (USS Oklahoma City (CLG-5)) и „Провидънс“ (USS Providence (CLG-6)) участва в бомбардировката на порт Хайпонг; това е последната в историята операция, по време на която няколко крайцера водят артилерийски обстрел по наземна цел.
На 1 октомври 1972 г., по време на бойни стрелби „Нюпорт Нюз“ получава щети от взрива на снаряд в ствола на централното оръдие на издигнатата носова кула на крайцера. Дефектен взривател води до взрив на снаряда при изстрела, загиват деветнадесет и са ранени десет моряка. Пострадалата кула на крайцера е напълно извадена от строй; обсъжда се въпросът за замяната ѝ на аналогичната от стоящите в резерва „Салем“ или „Де Мойн“, но в крайна сметка стойността на работите е преценена за прекомерна и през целия остатък от кариерата му „Нюпорт Нюз“ е с бездействаща кула.
В периода 1973 – 1974 „Нюпорт Нюз“ участва в учения, демонстрации на флага и чуждестранни походи. Проведен през 1975 г. анализ за състоянието на кораба показва интензивно износване на основни компоненти; ремонтът на крайцера е преценен като неикономичен и през 1975 г. крайцерът е разкомплектован и поставен на стоянка.

### Планове за модернизация през 1980-те години
През 1981 г. Конгресът запитва командването на флота за възможностите да се реактивират двата стоящи в резерва тежки крайцера – „Де Мойн“ и „Салем“ – и те да се модернизират аналогично на линкорите от типа „Айова“. Предполага се, че крайцерите ще бъдат снабдени със съвременно радиоелектронно оборудване и въоръжени с крилати ракети „Томахоук“ и противокорабни ракети „Харпун“; също се предполага усилването на тяхната ПВО чрез поставянето на зенитните автоматични оръдия „Вулкан-Фаланкс“. Модернизираните крайцери трябва, подобно на линкорите „Айова“, да станат лидери на КУГ – корабни ударни групи, съединения от не-авионосни кораби, предназначени за опериране в затворени басейни и за пряк контакт с неприятеля.
Проведената от флота инспекция установява, че макар и крайцерите да се намират в добро състояние и да могат да бъдат модернизирани, подобна програма е малоперспективна по следните причини:
- Недостатъчно място на палубата за поставянето на искания брой пускови установки за ракетите „Харпун“ и „Томахоук“. Издигнато е предложение за демонтаж на кърмовата кула на главния калибър, но мястото пак е малко;
- Броневата защита на крайцерите не осигурява тяхната живучест против съвременните противокорабни ракети;
- Ефективността на 203-mm оръдия е недостатъчна в сравнение с 406-mm снаряди на линкорите;
- Накрая стойността на модернизацията и обслужването на крайцерите ще бъде почти равна на стойността на аналогичните работи за линкорите тип „Айова“ – при това крайцерите все пак ще бъдат значително с по-ниски възможности от линкорите;

В резултат двата крайцера са оставени в резерва на флота.
През 1993 г. най-износеният „Нюпорт Нюз“ е изключен от списъците на флота и продаден за скрап. „Де Мойн“ след неудачен опит да бъде купен за кораб музей е разкомплектован за скрап през 2005 г. „Салем“ през 1994 г. е купен от Музея на американското корабостроене и поставен в състава на експозицията в град Куинси, щата Масачузетс – там където той е построен преди повече от петдесет години. Понастоящем крайцерът е популярен туристически експонат; през лятото на 2015 г. „Салем“ отива в Бостън за основен ремонт.

## Оценка на проекта
Крайцерите от типа „Де Мойн“ завършват еволюцията на тежкия крайцер „вашингтонски“ или „договорен“ тип, въоръжен с 203-милиметрови оръдия. Също те стават представители на последното поколение тежки артилерийски кораби въобще.
Към момента на залагането крайцерите от типа „Де Мойн“ въплъщават в себе си най-добрия световен опит, натрупан за времето на войната. Тяхното въоръжение, брониране, противовъздушна отбрана и радиоелектроника далеч превъзхождат всички предшестващи типове тежки крайцери. Ключов елемент на проекта стават новите скорострелни оръдия на главния калибър с автоматично презареждане; огневата производителност на крайцерите тип „Де Мойн“ значително превъзхожда всички предшестващи аналози. Фактически в минута „Де Мойн“ изстрела толкова снаряда на главния калибър, колкото три предшестващи тежки крайцера от тип „Балтимор“ или „Орегон Сити“. Един тежък крайцер от класата на „Де Мойн“ – теоретически – може да води бой с два обикновени тежки крайцера едновременно, имайки при това добри шансове за победа.
Фатален недостатък за крайцерите тип „Де Мойн“ става тяхната късна поява. Проектирани по времето на войната, тези най-нови тежки крайцери са построени в малка серия; американският флот има повече от достатъчно тежки крайцери от предшестващите серии, много от които са поставени в резерва веднага след завършване на строителството им. Към момента на тяхното дострояване, развитието на палубната авиация, ядреното и ракетното оръжие поставя под въпроса необходимостта от тежките артилерийски кораби като такива. През средата на 1950-те вече е ясно, че вероятността за класически артилерийски дуел в бъдещата война в морето е сведена до минимум и основните сражения ще бъдат с използване на авиация, управляеми ракети и тактическо ядрено оръжие далеч зад пределите на досегаемост на корабните оръдия.
Като следствие два от трите крайцера са извадени в резерва, прослужвайки малко над десет години в състава на флота. Само „Нюпорт Нюз“ – изначално вследствие на своята роля като флагмански кораб, а след това вследствие потребността от тежки артилерийски кораби за поддръжка във виетнамските операции – остава на въоръжение до средата на 1970-те. Планираното им превъоръжаване в носители на управляемо ракетно оръжие в началото на 1980-те е отменено поради малките размери на крайцерите и високата стойност на тяхната експлоатация. Така крайцерите от типа „Де Мойн“ завършват историята на тежките артилерийски кораби във флота на САЩ.

## Коментари
1. ↑  Буквите показват принадлежността към определен класː ВВ – линкор, СС, CL, СА – съответно линеен, лек или тежък крайцер, CV – самолетоносач, DD – разрушител, SS – подводница и т.н.
2. ↑  Крайцери със скорострелно въоръжение.
3. ↑  RF – Rapid Fire, т.е. „скорострелни“.
4. ↑  В доста източници се споменава, че CA-150 трябва да носи името „Далас“, но след съкращаването на програмата това име е предадено на CA-140 – също недостроен.